# Cordillera Central, Kolumbija
Cordillera Central (Centralni Andi) je najvišje pogorje od treh vej kolumbijskih Ando in ena od treh pomembnih vej, v katere se Andi delijo v južni Kolumbiji. Razteza se od Nudo de Almaguer ali Kolumbijskega masiva, v departmaju Cauca na jugu Kolumbije, do Serranía de San Lucas, v departmaju Bolívar na severu. Najvišji vrh je Nevado del Huila na 5364 m.
Na tem gorovju je tako imenovana Eje cafetero, geografska, kulturna, gospodarska in ekološka regija Kolumbije (na začetku 20. stoletja je bila pomemben proizvajalec gume, nato pa se je preusmerila na kavo) in ima več vrhov, med katerimi stojijo vulkani Nevado del Ruiz, vulkan Nevado de Santa Isabel, vulkan Nevado del Huila, vulkan Nevado del Tolima in vulkani Paramillos de Santa Rosa, Quindio in El Cisne.

## Geografija
Območje omejujeta reka Cauca in dolina reke Magdalena na zahodu oziroma vzhodu.
Pomembna mesta v Kolumbiji se nahajajo v gorovju in njegovih dolinah, kot so Medellín, Popayán, Ibagué, Armenia, Manizales in Pereira.
Gorovje prečka departmaje Antioquia (26 %), Tolima (15 %), Bolívar (14 %), Cauca (11 %), Nariño (8 %), Huila (7 %), Valle del Cauca (6 %) , Caldas (5 %), Putumayo (5 %), Quindío (1 %), Risaralda (2 %).

### Najvišji vrhovi
Najvišji vrhovi so tudi ognjeniki:
- Nevado del Huila - 5364 m[4] - Cauca, Huila & Tolima
- Nevado del Ruiz - 5311 m - Caldas & Tolima
- Nevado del Tolima - 5215 m - Tolima
- Nevado de Santa Isabel - 5100 m - Risaralda, Tolima & Caldas
- Nevado del Quindio - 4760 m - Quindio, Tolima & Risaralda
- Cerro Pan de Azucar - 4670 m - Cauca & Huila
- Puracé - 4646 m - Cauca & Huila

## Zavarovana območja
- Narodni naravni park Los Nevados
- Narodni naravni park Nevado del Huila
- Narodni naravni park Puracé
- Narodni naravni park Las Hermosas
- Narodni naravni park Selva de Florencia
- Zavetišče favne in flore Otún Quimbaya
- Zavetišče favne in flore Serranía de las Minas - proposed

- Narodni park Los Nevados.
- Nevado del Ruiz.
- Cerros los Parados.
- Reka Magdalena.
- Pogled na Laguno del Otún, kjer se rodi istoimenska reka.